# Kryostat

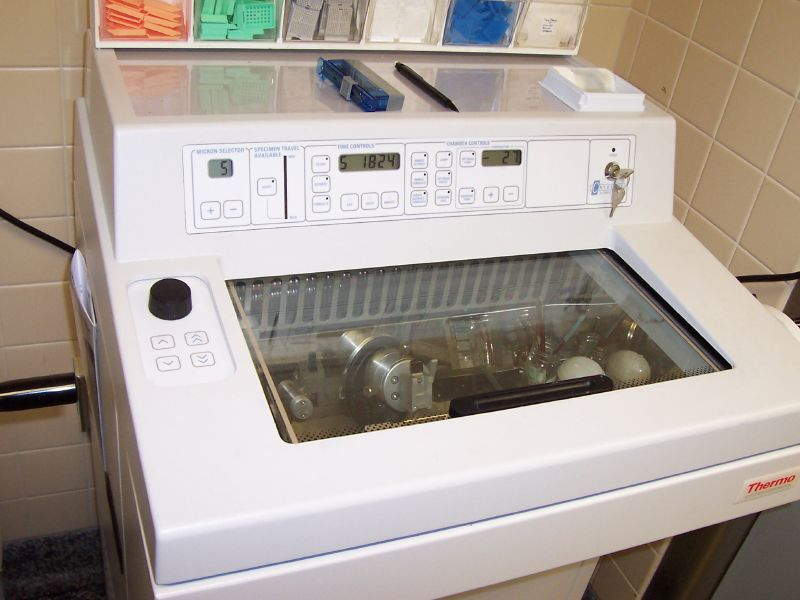
Kryostat für die Histotechnik

Als Kryostat (griechisch κρύος ‚kalt‘) wird ein Kühlgerät bezeichnet, mit dem sehr tiefe Temperaturen erreicht und konstant gehalten werden können. Anwendung finden Kryostaten u. a. in der Tieftemperaturphysik, der Supraleittechnik und zur Kühlung von Infrarot-Detektoren.

## Kühlprinzip

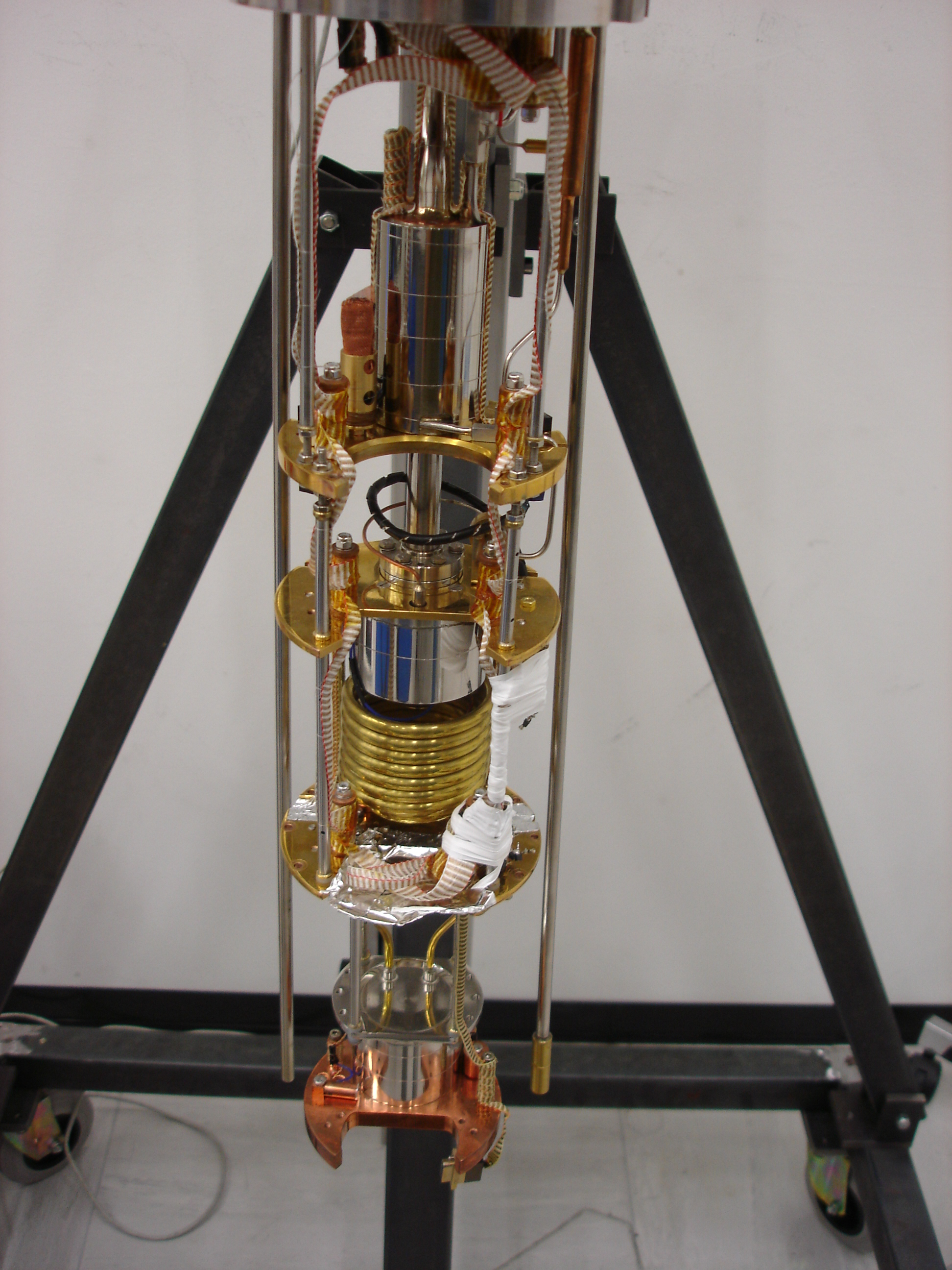
He-(Verdünnungs)-Mischungskryostat

Man unterscheidet Badkryostaten, Verdampferkryostaten, Mischungskryostaten und Refrigeratorkryostaten.
Im Badkryostaten ist das zu kühlende Objekt von einer Kryoflüssigkeit umgeben. Als Kryoflüssigkeit dienen oft Flüssigstickstoff (Siedetemperatur: −195,8 °C ≈ 77,4 K) oder flüssiges Helium (Siedetemperatur: −268,93 °C ≈ 4,2 K).
Im Verdampferkryostaten erfolgt die Kühlung mit kaltem Gas, das durch Verdampfen und Anwärmen einer Kryoflüssigkeit erzeugt wird. Dadurch können im Verdampferkryostaten Temperaturen zwischen knapp über dem Siedepunkt der Kryoflüssigkeit bis zur Raumtemperatur eingestellt werden. Temperaturen unterhalb des Siedepunkts der Kryoflüssigkeit können durch Verringern des Druckes über der Kühlflüssigkeit und der damit verbundenen Erniedrigung des Siedepunktes erzielt werden (siehe Dampfdruck).
Mischungskryostaten erzeugen tiefe Temperaturen im Millikelvin-Bereich. Dabei wird der thermodynamische Phasenübergang zwischen einer 3He-reichen und 3He-armen Phase bei der 3He-4He-Mischungskühlung ausgenutzt.
Im Refrigeratorkryostaten erfolgt die Kühlung durch einen Kleinkühler (Cryocooler) und somit ohne Kryoflüssigkeit.

## Aufbau
Um den Kryostaten mit möglichst wenig Energieaufwand kühlen zu können, ist eine sehr gute thermische Isolation notwendig. Die Wärmezufuhr durch Konvektion wird durch Einbau der kalten Bauteile in einen evakuierten Behälter verringert. Die Befestigung der kalten Bauteile am warmen äußeren Behälter erfolgt zur Verringerung der Wärmeleitung an möglichst wenigen Stellen mit Aufhängungen und Abstützungen kleiner Wärmeleitfähigkeit. Die Wärmestrahlung wird durch in den evakuierten Zwischenraum eingebaute entweder aktiv gekühlte oder passive Wärmestrahlungsschilde reduziert. Als passive Wärmestrahlungsschilde dienen oft ca. 10- bis 30-fach übereinandergeschichtete metallbedampfte Kunststofffolien, die sogenannte Superisolation. Zudem muss das gesamte Kühlsystem des Kryostaten hundertprozentig gasdicht sein, da ansonsten der gesamte Prozess zusammenbricht.
Die Form des Kryostaten ist an seine jeweilige Aufgabe angepasst. So sind z. B. Kryostaten für Messungen in Magnetfeldern an die Öffnung des Messmagneten angepasst und Kryostaten für optische Messungen sind mit Fenstern für den Messstrahl ausgerüstet.

## Anwendung

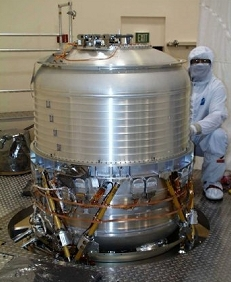
Helium-Kryostat für die Infrarot-Detektoren des Spitzer-Weltraumteleskop

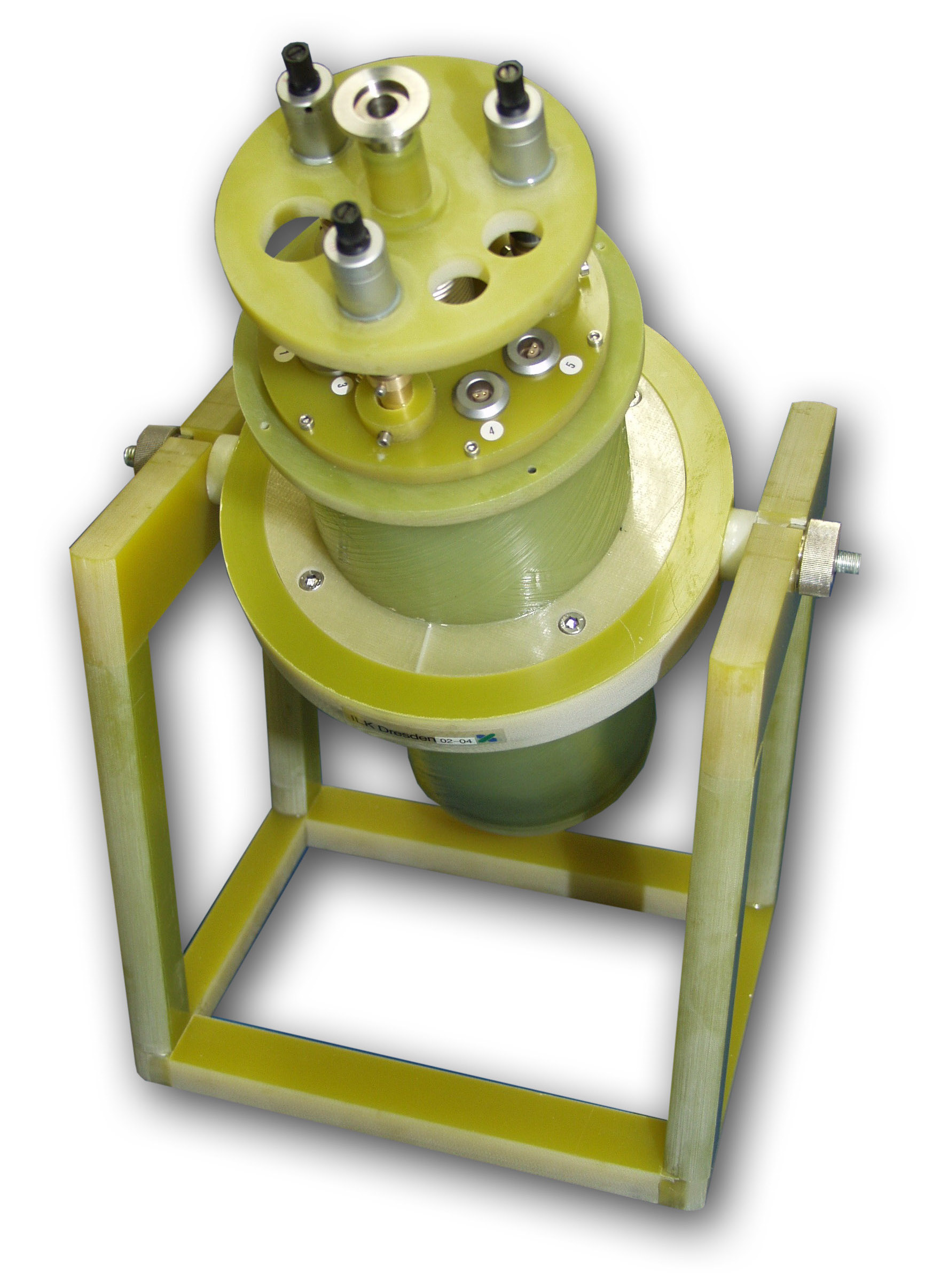
Schwenkbarer GFK-Kryostat zur Kühlung von Sensoren bei 77,4 K

Kryostaten werden zur Untersuchung oder zur Nutzung von Tieftemperatur-Phänomenen eingesetzt: z. B. zur
- Werkstoffuntersuchung
  - Mikrotom zum Schneiden von gefrorenen Präparaten in der Histotechnik und Biologie
- Kühlung von Strahlungssensoren
  - Photoempfänger für mittleres Infrarot
  - Bildsensoren für rauscharme Wärmebildkameras
- SQUID-Systeme für:
  - Magnetoenzephalographie
  - Magnetokardiographie
  - supraleitende Quantencomputer
- Kühlung supraleitender Spulen
  - in der Medizintechnik Magnetresonanztomografie (MRT)
  - in der Grundlagenforschung (Magnete bis 19 T): Synchrotrone, NMR-Spektroskopie, Fusionsreaktoren